# Morgonrodnad

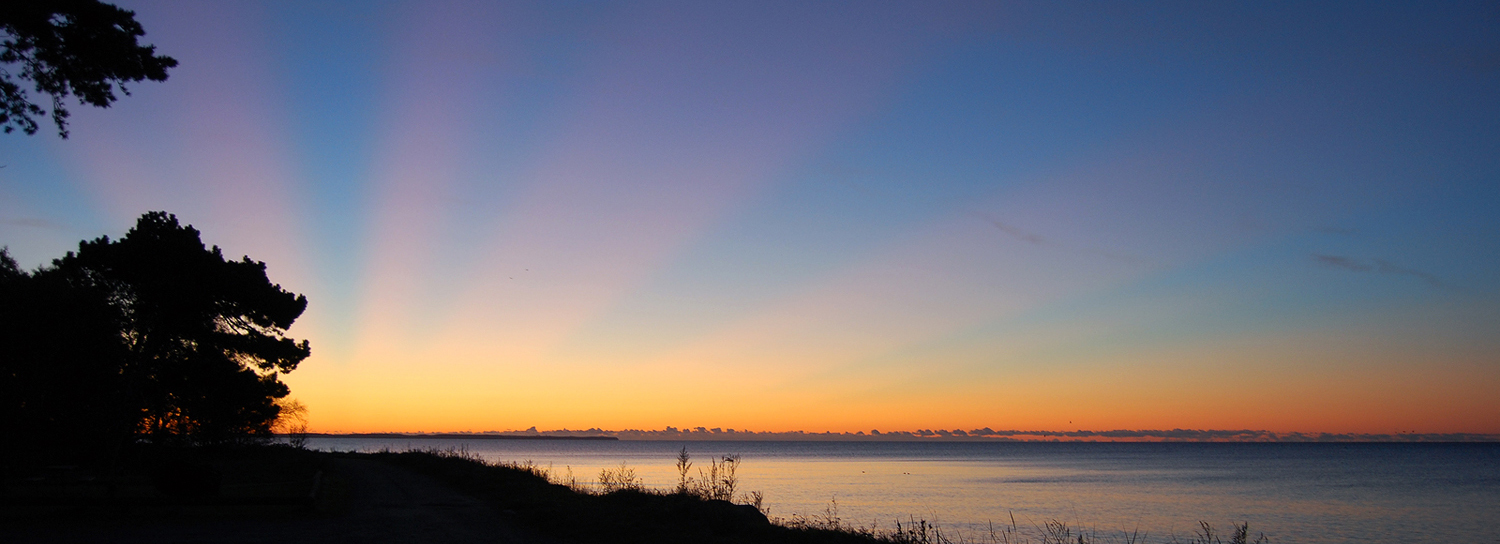
Morgonrodnad den 9 oktober 2011 vid Ystad.

Morgonrodnad är när delar av himlen får en rödaktig färg när solen går upp. Högtidligt kan det även syfta på goda framtidsutsikter i andra sammanhang.
På kvällen, när solen går ner, kallas motsvarande fenomen för aftonrodnad.
Orden förekommer i samband med väderspådomar i Bondepraktikan.